# Sergei Vaht
Sergei Vaht (25 de febrero de 1979) es un deportista estonio que compitió en esgrima, especialista en la modalidad de espada. Ganó una medalla de plata en el Campeonato Mundial de Esgrima de 2001, en la prueba por equipos.

## Palmarés internacional
| Campeonato Mundial | Campeonato Mundial | Campeonato Mundial | Campeonato Mundial |
| Año                | Lugar              | Medalla            | Prueba             |
| ------------------ | ------------------ | ------------------ | ------------------ |
| 2001               | Nimes (Francia)    | Medalla de plata   | Espada por equipos |